# آلایر کروز ویسنته
آلایر کروز ویسنته (به پرتغالی: Alair Cruz Vicente) مدافع اهل برزیل است که در شهر Aracruz و در تاریخ ۱۹ آوریل ۱۹۸۱ به دنیا آمده‌است.
آلایر کروز ویسنته در تیم‌های فوتبال باشگاه فوتبال ای‌زد آلکمار سابقهٔ حضور دارد.